# راديو السلام

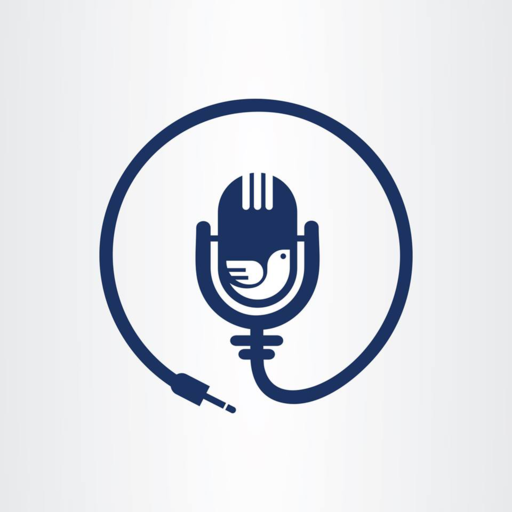
شعار راديو السلام

راديو السلام هي محطة إذاعية مستقلة ومتعددة الأديان ومتعددة الأعراق تهدف إلى الاهتمام بأوضاع اللاجئين جراء الحرب في سوريا والنازحين داخلياً جراء أحتلال سهل نينوى عام 2014 من قبل تنظيم الدولة الإسلامية.

## أهداف الراديو
تبث الإذاعة الموسيقى والتقارير والبرامج على مدار الساعة طوال أيام الأسبوع باللغتين العربية والكردية.  ويسعى إلى تعزيز الحوار والمصالحة، وإيصال صوت اللاجئين أو النازحين داخلياً أو السكان العائدين.  ويسعى إلى تعزيز وحماية الأقليات، مثل المسيحيين والإيزيديين.  عندما تم إنشاء الراديو، لجئ ما يقرب من مليوني شخص إلى كردستان العراق
يتم بث برامجها من أربيل ودهوك، ويمكن الوصول إليها في محافظات أربيل ودهوك ونينوى عبر موقعها الإلكتروني وعبر تطبيق الهواتف الذكية

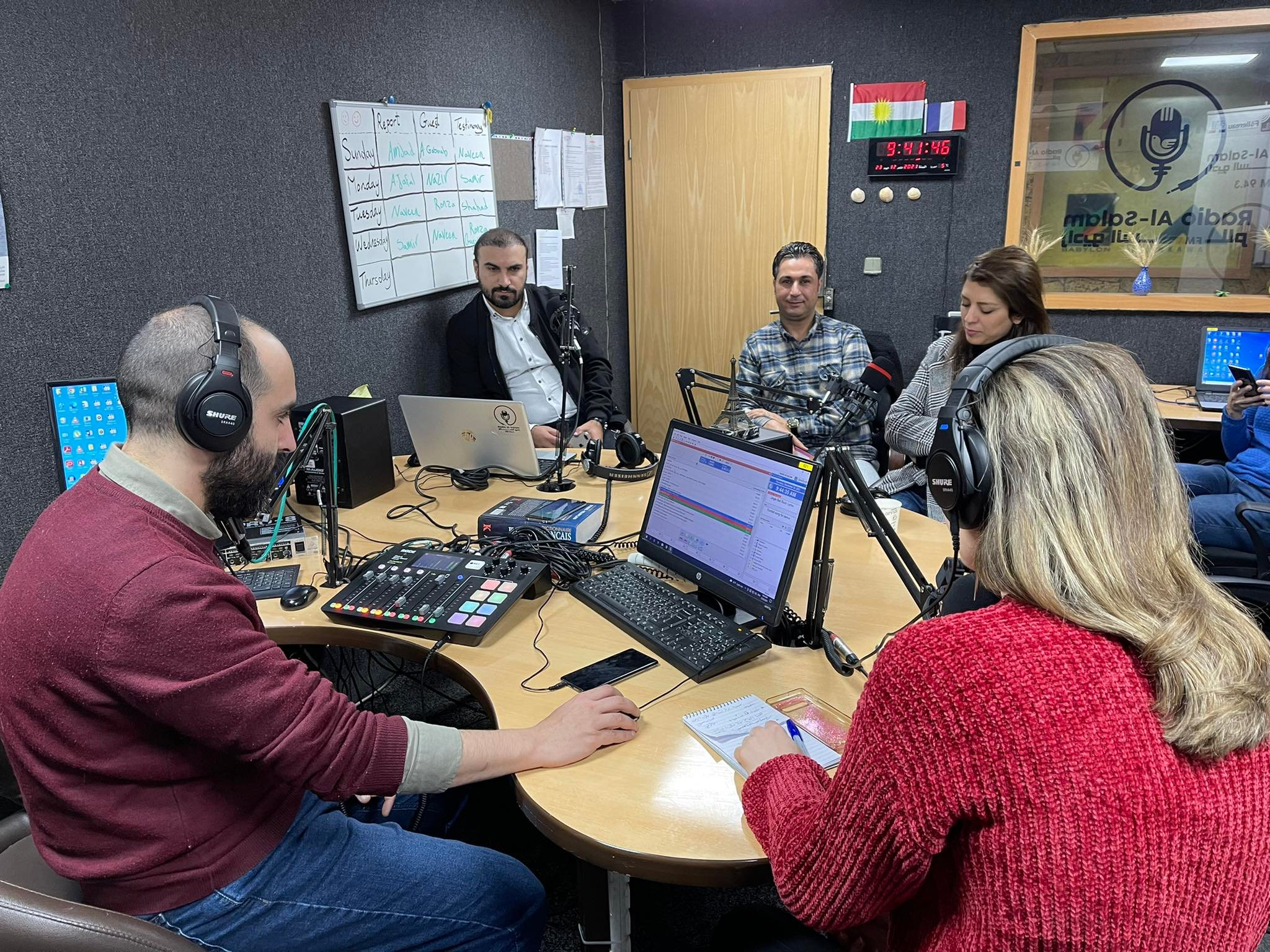
كادر راديو السلام في الاستديو

## المؤسسون والشركاء
تأسست راديو السلام بمبادرة من ثلاث منظمات غير حكومية فرنسية: La Guilde Européenne du Raid  وراديو بلا حدود و l'Oeuvre d'Orient.
وهي مدعومة مالياً من مؤسسة راؤول فوليرو ومركز الأزمات والمساندة التابع لوزارة أوروبا والشؤون الخارجية الفرنسية ووكالة التنمية الفرنسية و أوفيرني رون ألب.  والراديو يقع في مكاتب مجموعة بابلون ميديا ومقرها أربيل.
منذ إنشائها، كانت المحطة الإذاعية موضوع تقارير متعددة من قبل وسائل الإعلام الفرنسية، بما في ذلك TV5 Monde وRFI.  كما سيتم إنشاء فيلم حوله من إخراج الفرنسي كزافييه دي لوزان ومن المقرر عرضه في عام 2022.